# Síndrome de taquicardia postural ortostática
A síndrome da taquicardia postural ortostática (POTS) é uma condição na qual a transição da posição deitada para a posição em pé causa um aumento anormalmente alto na frequência cardíaca. Isso ocorre com sintomas que podem incluir tontura, dificuldade de raciocínio, visão turva e fraqueza. Outras condições comumente associadas incluem síndrome do intestino irritável, insônia, dor de cabeça crônica, síndrome de Ehlers-Danlos, encefalomielite miálgica (EM/SFC), autismo, síndrome de ativação de mastócitos e fibromialgia.
As causas da Síndrome da Taquicardia Postural Ortostática (POTS) são diversas.  Comumente, ela se inicia após uma infecção viral, gravidez ou cirurgia. Fatores de risco incluem histórico familiar da condição. O diagnóstico em adultos é feito quando há um aumento da frequência cardíaca superior a 30 batimentos por minuto dentro de dez minutos após ficar em pé, juntamente com sintomas associados. No entanto, a pressão arterial baixa não ocorre quando se fica em pé . Outras condições que podem causar sintomas semelhantes, como desidratação, problemas cardíacos, insuficiência adrenal e doença de Parkinson, não precisam estar presentes.
O tratamento pode incluir prevenção de sintomas, aumento de sal e água na dieta, meias de compressão, exercícios, terapia cognitivo-comportamental (TCC) e medicamentos.
Os medicamentos usados para essa condição incluem betabloqueadores, piridostigmina, midodrina ou fludrocortisona. Mais de 50% das pessoas cuja condição foi desencadeada por uma infecção viral melhoram em cinco anos. Cerca de 90% melhoram com o tratamento. Estima-se que 0,5 milhão de pessoas sejam afetadas nos Estados Unidos. A idade média de início é aos 20 anos e estima-se que ocorra cerca de cinco vezes mais em mulheres do que em homens.

## Sinais e Sintomas
Em adultos, o sintoma principal é o aumento da frequência cardíaca em mais de 30 batimentos por minuto dentro de dez minutos após se levantar. A frequência cardíaca observada geralmente excede 120 bpm. Para indivíduos de 12 a 19 anos, um aumento mínimo de 40 bpm é necessário para o diagnóstico. Este sintoma é conhecido como taquicardia ortostática (vertical) (batimento cardíaco acelerado). Ocorre sem qualquer queda coincidente da pressão arterial, pois isso indicaria hipotensão ortostática. Certos medicamentos utilizados no tratamento da Síndrome da Taquicardia Postural Ortostática (POTS) podem induzir hipotensão ortostática. Esta condição é caracterizada por sintomas que surgem ao se estar de pé e se aliviam ao deitar-se, típicos da intolerância ortostática. Esses sintomas ortostáticos incluem palpitações, tontura, desconforto no peito, falta de ar, náusea, fraqueza ou “peso” na parte inferior das pernas, visão turva e dificuldades cognitivas. Os sintomas podem agravar-se ao ficar sentado ou em pé por períodos prolongados, consumir álcool, estar exposto ao calor, realizar exercícios físicos ou após uma refeição substancial.
Em um terço das pessoas com POTS, a síncope ocorre em resposta a alterações posturais ou exercícios. As enxaquecas são frequentes, agravando-se com a posição ortostática (cefaleia ortostática). É comum que indivíduos com POTS desenvolvam acrocianose, uma condição onde a pele adquire uma tonalidade vermelha a azulada quando estão de pé, particularmente acima do nível dos pés, indicando acúmulo de sangue.
48% das pessoas com POTS relatam fadiga crônica e 32% relatam distúrbios do sono. O restante mostra apenas o sintoma cardinal da taquicardia ortostática.

## Causas
Os sintomas podem resultar de diversos mecanismos fisiopatológicos. Esses mecanismos são pouco compreendidos e podem se sobrepor, com muitas pessoas apresentando funcionalidade de vários tipos de POTS. Muitas pessoas com POTS apresentam baixos volumes sanguíneos (hipovolemia), o que pode reduzir a taxa de fluxo sanguíneo para o coração. Para compensar isso, o coração aumenta seu débito cardíaco batendo mais rápido, levando a sintomas de pré-síncope e taquicardia reflexa.
Em 30–60% dos casos classificados como POTS hiperadrenérgicos, os níveis de norepinefrina estão elevados em pé, frequentemente devido a hipovolemia ou neuropatia autonômica parcial. Uma pequena porcentagem de indivíduos com POTS exibe níveis elevados de norepinefrina, frequentemente muito altos, mesmo sem hipovolemia e neuropatia autonômica; essa condição é conhecida como POTS hiperadrenérgico central. Altos níveis de norepinefrina contribuem para os sintomas de taquicardia. Outro subtipo, a POTS neuropática, está associado à desnervação dos nervos simpáticos das extremidades inferiores. Neste subtipo, acredita-se que a constrição reduzida dos vasos sanguíneos faz com que o sangue se acumule nas veias das extremidades inferiores. A frequência cardíaca aumenta para compensar esse acúmulo de sangue.
Em até 50% dos casos, a POTS está associada a doenças virais recentes. Também pode estar associada à síndrome da fadiga crônica. Durante doenças virais ou repouso prolongado, o corpo pode ficar sujeito à intolerância ortostática e à excitabilidade do sistema nervoso central, resultando na incapacidade de se reajustar às exigências normais de ficar em pé ou de fazer exercício.
A síndrome da taquicardia postural ortostática (POTS) ocorre mais frequentemente em mulheres do que em homens. Está também associada a pacientes que sofreram fatores de estresse agudos, como gravidez recente, cirurgias ou traumas. POTS também tem sido associado a pacientes com histórico de doenças autoimunes, síndrome do intestino irritável, anemia, hipertireoidismo, fibromialgia, diabetes, amiloidose, sarcoidose, lúpus eritematoso sistêmico e câncer. A genética parece ter um papel importante, já que um estudo revelou que um em cada oito pacientes com POTS tem histórico familiar de intolerância ortostática.

### POTS Secundária
Se a POTS for causada por outra condição, pode ser classificada como POTS secundária. O diabetes mellitus crônico é uma causa comum. A síndrome POTS pode ser secundária a distúrbios gastrointestinais relacionados à baixa ingestão de líquidos causada por náuseas ou à perda de líquidos em consequência de diarreia, resultando em hipovolemia. Além disso, o lúpus eritematoso sistêmico e outras doenças autoimunes têm sido associadas à POTS.
Há um subgrupo de pacientes que apresentam POTS e síndrome de ativação de mastócitos (MCAS) e ainda não se determinou se a MCAS é uma causa secundária de POTS ou apenas uma comorbidade; contudo, o tratamento da MCAS pode melhorar significativamente os desfechos em pacientes com POTS.
A síndrome também pode ocorrer em todos os tipos de síndrome de Ehlers-Danlos (SED), um distúrbio hereditário do tecido conjuntivo caracterizado por articulações frouxas e hipermóveis, que são propensas a subluxações e luxações, pele que apresenta elasticidade moderada ou maior, equimoses e muitos outros sintomas.
A tríade POTS, síndrome de Ehlers-Danlos (EDS) e síndrome de ativação de mastócitos (MCAS) está sendo cada vez mais diagnosticada, com um marcador genético comum em todas as três condições. A POTS é frequentemente acompanhada por síncope vasovagal, com uma sobreposição de 25% relatada. Há também uma sobreposição significativa entre POTS e síndrome da fadiga crônica, com evidência de POTS em 25-50% dos casos de SFC. A fadiga e a tolerância reduzida ao exercício são sintomas proeminentes de ambas as condições, e a disautonomia pode estar subjacente a ambas as condições.
Em algumas ocasiões, a síndrome POTS pode estar associada a condições paraneoplásicas relacionadas ao câncer. Autoanticorpos têm sido detectados em certos casos pós-infecção viral, sugerindo que alguns desses casos podem ser de natureza autoimune.

## Diagnóstico

### Critérios de diagnóstico
Um diagnóstico requer as seguintes características: 
- Para pacientes com 20 anos de idade ou mais, aumento da frequência cardíaca ≥30 bpm dentro de 10 minutos após levantar-se ( teste de inclinação ou de pé ) em posição supina
  - Para pacientes de 12 a 19 anos, o aumento da frequência cardíaca deve ser> 40 bpm[7]
- Associado a sintomas que se agravam com a postura ereta e aliviam com o descanso
- Sintomas crônicos com duração superior a 6 meses
- Na ausência de outros distúrbios, medicamentos ou condições funcionais conhecidos por predispor a taquicardia ortostática.

### Intolerância ortostática
Um aumento na frequência cardíaca após a transição para uma postura ereta é conhecido como taquicardia ortostática (vertical) (frequência cardíaca rápida). Ocorre sem qualquer queda da pressão arterial, pois isso indicaria hipotensão ortostática. Certos medicamentos utilizados no tratamento da Síndrome da Taquicardia Postural Ortostática (POTS) podem induzir hipotensão ortostática. Esta condição é caracterizada por sintomas que surgem ao assumir a posição ereta e se aliviam ao deitar-se, acompanhando outras manifestações de intolerância ortostática. Esses sintomas ortostáticos incluem palpitações, tontura, desconforto no peito, falta de ar, náusea, fraqueza ou “peso” na parte inferior das pernas, visão turva e dificuldades cognitivas.

### Diagnósticos diferenciais
Vários testes são efetuados para descartar distúrbios autonômicos que podem estar subjacentes aos seus sintomas, enquanto os testes endócrinos são usados para descartar hipertireoidismo e condições endócrinas mais raras. A eletrocardiografia é normalmente realizada em todos os pacientes para descartar outras possíveis causas de taquicardia. Nos casos em que há suspeita de determinada condição associada ou fator complicador, outros exames não isolados podem ser utilizados: ecocardiografia para descartar prolapso da valva mitral e teste de limiar térmico para neuropatia de pequenas fibras .
Avaliar a resposta cardiovascular à inclinação prolongada, ao exercício, à nutrição e ao estresse térmico pode ser útil para estabelecer a estratégia mais eficaz no manejo dos sintomas. A POTS também foi dividida em vários tipos (ver seção Causas), que podem se beneficiar de tratamentos distintos. Pessoas com POTS neuropáticas apresentam suor nos pés durante alguns testes, bem como liberação de norepinefrina na perna, mas não no braço. Acredita-se que isso seja um reflexo da denervação simpática periférica dos membros inferiores. Indivíduos com POTS hiperadrenérgico exibem um aumento significativo na pressão arterial e nos níveis de norepinefrina ao ficarem de pé, tornando-se mais suscetíveis a palpitações acentuadas, ansiedade e taquicardia.

## Tratamento
O tratamento consiste na utilização de múltiplos métodos combinados para neutralizar a disfunção cardiovascular, aliviar os sintomas e tratar simultaneamente quaisquer condições associadas. Para a maioria dos pacientes, a ingestão de água deve ser aumentada, principalmente ao acordar, a fim de expandir o volume sanguíneo (reduzindo a hipovolemia ). São recomendados 8 a 10 copos de água por dia. Aumentar a ingestão de sal, por adicionar sal à comida, tomando comprimidos de sal ou bebendo bebidas esportivas e outras soluções eletrolíticas é uma forma eficaz de aumentar a pressão arterial, ajudando o corpo a reter água. Diferentes médicos recomendam diferentes quantidades de sódio aos seus pacientes. A ingestão de sal não é recomendada para pessoas com hipertensão. A combinação de técnicas dietéticas com treinamento físico gradual intensifica o efeito benéfico. Em alguns casos, quando o aumento da ingestão de líquidos orais e de sal não é suficiente, utiliza-se solução salina intravenosa ou desmopressina para aumentar a retenção de líquidos.
Para algumas pessoas, grandes refeições podem agravar os sintomas. Elas podem se beneficiar ao consumir porções menores com mais frequência durante o dia. Alimentos ricos em álcool e carboidratos também podem exacerbar os sintomas de hipotensão ortostática. O consumo excessivo de bebidas com cafeína deve ser evitado, pois podem promover a perda de líquidos e consequentemente a hipovolemia. A exposição ao calor extremo também pode agravar os sintomas.
A inatividade física prolongada pode piorar os sintomas da POTS. Técnicas que melhoram a capacidade de exercício, como o treinamento de resistência ou a fisioterapia progressiva, podem mitigar os sintomas em alguns pacientes. O exercício aeróbico realizado durante 20 minutos por dia, três vezes por semana, às vezes é recomendado para alguns pacientes. O exercício físico pode agravar imediatamente a taquicardia, especialmente depois de uma refeição ou em um dia quente. Nestes casos, pode ser mais fácil treinar em posição semi-reclinada, como andar de bicicleta reclinada, remar ou nadar.
Ao adotar uma postura ereta, concluir uma refeição ou finalizar um exercício, manter as mãos fechadas por um período prolongado pode elevar temporariamente a pressão arterial, o que pode ajudar a diminuir os sintomas. As roupas de compressão também podem ser úteis, limitando a pressão arterial.

### Tratamento farmacológico
Se os métodos não medicamentosos forem ineficazes, podem ser necessários medicamentos. Os mais utilizados podem incluir betabloqueadores, piridostigmina, midodrina ou fludrocortisona . Em 2013, nenhum medicamento foi aprovado pela Food and Drug Administration dos EUA para tratar POTS, mas uma variedade é usada off-label . A sua eficácia ainda não foi examinada em ensaios clínicos randomizados de longo prazo.
A fludrocortisona pode ser utilizada para elevar a retenção de sódio e o volume sanguíneo, o que pode ser vantajoso não só por promover a vasoconstrição, mas também devido ao fato de que um significativo subgrupo de pacientes com POTS tende a apresentar um volume sanguíneo reduzido.
Embora indivíduos com POTS geralmente apresentem pressão arterial normal ou até elevada, acredita-se que a variante neuropática do POTS represente uma denervação simpática venosa seletiva. Nestes pacientes, o agonista seletivo do receptor alfa-1, midodrino, pode aumentar o retorno venoso e melhorar os sintomas. A midodrina deve ser administrada somente durante o dia para evitar o risco de hipertensão supina.
A ivabradina pode reduzir a frequência cardíaca em casos de POTS sem alterar a pressão arterial, e aproximadamente 60% dos pacientes com POTS que foram tratados com ivabradina em um estudo aberto relataram melhorias nos sintomas.
É descrito pela literatura científica que a piridostigmina limita a frequência cardíaca e melhora os sintomas crónicos em cerca de metade das pessoas.
O agonista alfa 1 seletivo fenilefrina tem sido usado com sucesso para aumentar o retorno venoso e o volume sistólico em alguns pacientes com POT. No entanto, este medicamento pode ser prejudicado pela baixa biodisponibilidade oral.

## Prognóstico
A POTS tem um prognóstico favorável se tratado de forma adequada. Os sintomas tendem a melhorar cinco anos após o diagnóstico para muitos pacientes, com 60% retornando ao seu nível de funcionamento original. Aproximadamente 90% dos indivíduos com POTS têm uma boa resposta a uma combinação de medicamentos e terapias físicas. Indivíduos que desenvolvem a Síndrome de Taquicardia Postural Ortostática (POTS) no início da adolescência, durante uma fase de crescimento acelerado, têm uma grande probabilidade de verem os sintomas resolvidos completamente em um período de 2 a 5 anos. Os resultados são mais limitados para adultos recentemente diagnosticados com POTS. Algumas pessoas não se recuperam e outras podem piorar com o tempo. O tipo hiperadrenérgico de POTS geralmente necessita de terapia contínua. Se a POTS for secundária a outra condição, os resultados variarão conforme o prognóstico da doença subjacente.

## Epidemiologia
A prevalência de POTS é desconhecida. Um estudo estimou uma taxa mínima de 170 casos de POTS por 100 000 indivíduos, mas a verdadeira prevalência é provavelmente maior devido ao subdiagnóstico. Outro estudo estimou que existem pelo menos 500 000 casos nos Estados Unidos. A POTS é mais comumente diagnosticada em mulheres, com uma proporção de mulher para homem de 5:1 A maioria dos indivíduos com POTS está na faixa etária de 20 a 40 anos, geralmente com o início dos sintomas por volta dos 30 anos. É raro receber um diagnóstico de POTS após os 40 anos, possivelmente porque os sintomas tendem a diminuir com o envelhecimento.

## História
Em 1871, o médico Jacob Mendes da Costa caracterizou uma condição que se assemelha ao conceito contemporâneo de POTS, denominando-a síndrome do coração irritável. O cardiologista Thomas Lewis ampliou a descrição, cunhando o termo coração de soldado porque era frequentemente encontrado entre militares. A condição ficou conhecida como síndrome de Da Costa, que agora é reconhecida como vários distúrbios distintos, incluindo POTS.
A síndrome da taquicardia postural ortostática foi identificada em 1982, caracterizando-se por taquicardia postural sem a presença de hipotensão ortostática. Ronald Schondorf e Phillip A. Low, da Clínica Mayo, usaram pela primeira vez o nome síndrome de taquicardia ortostática postural em 1993.